# Зимова кістка
«Зимова кістка» (англ. «Winter's Bone») — американський кінофільм режисера Дебри Ґранік, що вийшов на екрани в 2010 року. Екранізація однойменного роману Деніела Вудрелла.

## Сюжет
17-річна Рі живе на своїй ділянці разом з матір'ю, що впала в тихе божевілля, і молодшими братом і сестрою. Вони ледве зводять кінці з кінцями завдяки допомозі сусідів. Батько родини багато років виготовляв крек для місцевого мафіозного угруповання, кудись зник, але перед цим заклав будинок і землю. Якщо він не з'явиться на найближче судове засідання, то все майно сім'ї буде конфісковано. Рі вирішує розшукати його за будь-яку ціну.

## У ролях
- Дженніфер Лоренс — Рі Доллі
- Джон Гокс — Тірдроп
- Дейл Діккі — Мераб
- Гаррет Діллагант — шериф Баскін
- Кевін Брезнаган — маленький Артур
- Шеллі Ваггенер — Соня
- Лорен Суітсер — Гейл

## Нагороди та номінації
- 2010 — дві нагороди Берлінського кінофестивалю: CICAE Award і приз читацького журі Tagesspiegel (обидва — Дебра Граник).
- 2010 — дві нагороди кінофестивалю «Санденс»: Великий приз журі (Дебра Граник), премія за сценарій імені Уолдо Солта (Дебра Граник, Енн Роселліні)
- 2010 — дві нагороди кінофестивалю в Сіетлі: найкращий режисер (Дебра Граник), найкраща акторка (Дженніфер Лоренс)
- 2010 — премія Національної ради кінокритиків США за найбільш проривну роль (Дженніфер Лоренс)
- 2011 — номінація на премію «Золотий глобус» за найкращу жіночу роль — драма (Дженніфер Лоренс)
- 2011 — 2 премії «Незалежний дух»: найкраща жіноча роль другого плану (Дейл Діккі), найкраща чоловіча роль другого плану (Джон Гокс) і 5 номінацій на премію «Незалежний дух»: найкращий фільм, найкращий режисер (Дебра Граник), найкращий сценарій (Дебра Граник, Енн Роселліні), найкраща жіноча роль (Дженніфер Лоренс), найкраща операторська робота (Майкл МакДонах)[4]
- 2011 — 4 номінації на премію «Оскар»: найкращий фільм року (Алікс Медіган, Енн Роселліні), найкраща жіноча роль (Дженніфер Лоренс), найкраща чоловіча роль другого плану (Джон Гокс), найкращий адаптований сценарій (Дебра Граник, Енн Роселліні)
- 2011 — дві номінації на премію Гільдії кіноакторів США: найкраща жіноча роль (Дженніфер Лоренс), найкраща чоловіча роль другого плану (Джон Гокс)
- 2012 — Гран-прі Союзу кінокритиків Бельгії.